# あなたとのキスまでの距離
『あなたとのキスまでの距離』（原題:Breathe In）は2013年に公開されたアメリカ合衆国の恋愛映画である。監督はドレイク・ドレマス、主演はガイ・ピアースが務めた。本作は日本国内で劇場公開されなかったが、2015年2月25日にDVDが発売された。

## ストーリー
キース・レイノルズは妻のメーガンや娘のローレンと一緒にニューヨーク郊外の町で暮らしていた。若い頃、キースはプロのミュージシャンになろうとしていたが、ローレンが生まれて以降は、高校の音楽教師として堅実な人生を歩んでいた。やがて、ローレンは18歳になり、水泳選手として将来を嘱望されていた。その頃、キースは空き時間に町のオーケストラのチェリストとして活動していた。キースはプロの道を諦めた自分に不甲斐なさを感じると共に、音楽への情熱を理解しようとしないメーガンにも苛立っていたのである。ある日、キースは「都会へ出てミュージシャンとして活動したい」とメーガンに直談判したが、メーガンは「稼げるかどうかも分からないのに」と一蹴した。
しばらくして、レイノルズ家はイギリスからの交換留学生、ソフィーを受け入れることになった。ソフィーは幼い頃に母親を亡くしており、それ以来叔父夫婦に育てられていた。叔父にピアノの演奏を教えられてからというもの、ソフィーはピアノの練習に打ち込んでいたが、ちょっと前に叔父が亡くなったため、ソフィーはピアノに対する情熱を失いかけていた。
ほどなくして、キースとソフィーは音楽の話題を通して親密になっていき、ついには恋愛感情が芽生えてしまった。そんな2人の様子を偶然見たローレンは、夜中にソフィーの部屋に忍び込んで彼女を脅しつけた。腰を抜かしたソフィーはレイノルズ家から出ていくことをキースに告げたところ、キースは「俺も一緒に行く。ニューヨークで落ち合おう」と言った。
父親の裏切りを許せないローレンは酒をあおり、帰り道に事故を起こしてしまった。その頃、メーガンはキースとソフィーが駆け落ちしようとしている事実を掴んでいた。怒り狂ったメーガンが家の中にあるものを次々に破壊していたところ、事故で負傷したローレンが病院に運び込まれたとの一報が飛び込んできた。その一報はソフィーと空港に向かっていたキースの下にも届き、そのまま病院へと急行した。
しばらくして、一家は何事もなかったかのように暮らしていた。キースは結局元の暮らしに戻ることを選んだのだった。ソフィーの行方は誰も知らない。

## キャスト
- ガイ・ピアース - キース・レイノルズ
- フェリシティ・ジョーンズ - ソフィー
- エイミー・ライアン - メーガン・レイノルズ
- マッケンジー・デイヴィス - ローレン・レイノルズ
- ベン・シェンクマン - シェルドン
- アレクサンドラ・ウェントワース - ウェンディ・セベック
- ヒューゴ・ベッカー - クレメント
- ブレンダン・ドゥーリング - ライアン
- カイル・マクラクラン - ピーター・セベック
- ルーシー・ダヴェンポート - ソフィーの母親
- エリス・エバリー - アンジェラ
- ニコール・パトリック - テレサ
- ブロック・ハリス - ポール
- ジェニー・アン・ホックバーグ - 水泳部員
- スティーブン・サピエンザ - 水泳部員
- マシュー・ダダリオ - アーロン

## 製作
ドレマス監督は『今日、キミに会えたら』（2011年）の撮影でフェリシティ・ジョーンズと意気投合し、彼女ともう一回仕事がしたいと思い、本作でも彼女を起用したのだという。
『今日、キミに会えたら』同様、本作の撮影に際しては、シーンの詳細を事前に決めただけで、脚本に台詞は書きこまれていなかった。出演者たちとの数週間にもわたるリハーサルの中で、台詞を一つ一つ生み出していった。
2012年5月1日、ダスティン・オハロランが本作で使用される楽曲を手掛けるとの報道があった。2013年1月19日、本作はサンダンス映画祭でプレミア上映された。2014年3月25日、本作のサウンドトラックが発売された。

## 評価
本作に対する批評家からの評価は平凡なものに留まっている。映画批評集積サイトのRotten Tomatoesには80件のレビューがあり、批評家支持率は56%、平均点は10点満点で5.81点となっている。サイト側による批評家の見解の要約は「『あなたとのキスまでの距離』のプロットは思うように観客の心を揺さぶれていないが、ガイ・ピアースとフェリシティ・ジョーンズの素晴らしい演技のお陰で、鑑賞に堪える作品には仕上がっている。」となっている。また、Metacriticには21件のレビューがあり、加重平均値は60/100となっている。